# Telchar
Telchar is een figuur uit de boeken van J.R.R. Tolkien. Hij was een van de grootste ijzersmeden uit de geschiedenis van de dwergen. Telchar kwam uit de dwergenstad Tumunzahar, die de elfen Nogrod noemden, en leefde in de Eerste Era. Hij is vooral bekend als maker van het zwaard Narsil en de dolk Angrist.